# オクチルシアノアクリレート
オクチルシアノアクリレート (OCA)は、シアノアクリル酸エステルであり、2-シアノ-2-プロペン酸のオクチルエステルである。無色の液体で、鋭い刺激臭を示す。その主な用途は、医療用のシアノアクリレート系接着剤の主成分である。
医学と獣医学の用途には、オクチルシアノアクリレート、n-ブチルシアノアクリレート、イソブチルシアノアクリレートが一般的に使用される。それらの化合物は迅速に創傷をふさぎ、静菌作用を示し、通常、痛みを伴わない。ブチルエステルは強い接着性を示すが硬く、一方、オクチルエステルは弱い接着性しか示さないが、柔軟性に優れている。オクチルシアノアクリレートとn-ブチルシアノアクリレートをブレンドすることで、柔軟性と強い接着性を兼ね備えた接着剤となる。
OCAは水分の存在下、急速に重合反応を起こす。また、OCAが硬化した接着剤は、高温加熱により熱分解と解重合を起こす、その際、発生する気体状の生成物は、肺や眼に強い刺激性を示す。